# Habenaria robusta
Habenaria robusta är en orkidéart som beskrevs av Friedrich Welwitsch och Heinrich Gustav Reichenbach. Habenaria robusta ingår i släktet Habenaria och familjen orkidéer.
Artens utbredningsområde är Angola. Inga underarter finns listade i Catalogue of Life.